# Benedetto I Zaccaria
Benedetto I Zaccaria (aprox. 1235 - 1308) fue un noble, marino, diplomático, negociante y estadista genovés que sirvió como almirante de la República de Génova, del Reino de Francia y del Reino de Castilla. Fue señor de Focea (desde 1288) y primer señor de Quíos (desde 1304) en el Imperio Romano de Oriente, así como gestor de la renombrada fortuna de su linaje en Constantinopla y la Grecia Latina. Es recordado en su patria de origen como uno de los principales protagonistas de la victoria genovesa sobre la República de Pisa en la Batalla de la Meloria.

## Origen
Benedetto fue el segundo hijo de Fulcone Zaccaria, consejero de la República de Génova y uno de sus representantes en el Tratado de Ninfeo con el emperador Miguel VIII Paleólogo, y su primera esposa Giulietta. Perteneció por linaje paterno a la renombrada familia de los Zaccaria, rama menor, aunque ilustre, de la poderosa familia vizcondal de los Castro, de común origen con los Spinola, Usodimare y Malocello. Sucedió a su hermano mayor Manuele como señor de Focea, emprendiendo además importantes negocios de navegación comercial con su hermano Nicolino, su sobrino Tedisio, y su hijo Paleólogo, beneficiados de las condiciones otorgadas a los genoveses en el Imperio Romano de Oriente tras el Tratado de Ninfeo firmado por su padre. 

## Carrera diplomática y militar
Benedetto fue capturado por los venecianos en una batalla frente a Tiro en 1258. En 1264, fue enviado como embajador de los genoveses a la corte bizantina de Miguel VIII Paleólogo. Aunque su misión no tuvo éxito, su amistad con el emperador le resultaría muy útil. Después de once años de negociaciones que dieron lugar a un acuerdo de renovación entre el Imperio y Génova, Benedetto reapareció en Constantinopla con su hermano Manuele en 1275. Según algunos, Benedetto se casó una de las hermanas del emperador, mientras que Manuele recibió control sobre las valiosas minas de alumbre de Focea. Este fue un negocio muy lucrativo, sobre todo luego que Manuele adquirió casi un monopolio después de persuadir a Miguel VIII de prohibir la importación de alumbre desde el Mar Negro, a pesar de que este comercio también estaba en manos de los comerciantes genoveses.
Como agente del emperador, Benedetto actuó como embajador ante Pedro III de Aragón en 1280 y 1282, y tomó parte en las negociaciones que llevaron a la alianza bizantino-aragonesa y el estallido de la Guerra de las Vísperas Sicilianas que acabó con la amenaza de una invasión de Bizancio por Carlos de Anjou.
Benedetto regresó a Génova en 1284 y fue hecho almirante. Era el comandante principal de la flota genovesa que derrotó a Pisa en la batalla de Meloria. Benedetto comandó una flota de veinte galeras, separada de la principal flota genovesa e inicialmente oculto a la vista. Su ataque sorpresa condujo a una decisiva victoria genovesa y al permanente declive del poder militar y mercantil de Pisa.
Participó junto a los castellanos bajo Sancho IV en una victoriosa campaña contra Marruecos. Casi al mismo tiempo, sirvió a Felipe IV de Francia como almirante, bloqueando los puertos flamencos e ingleses.

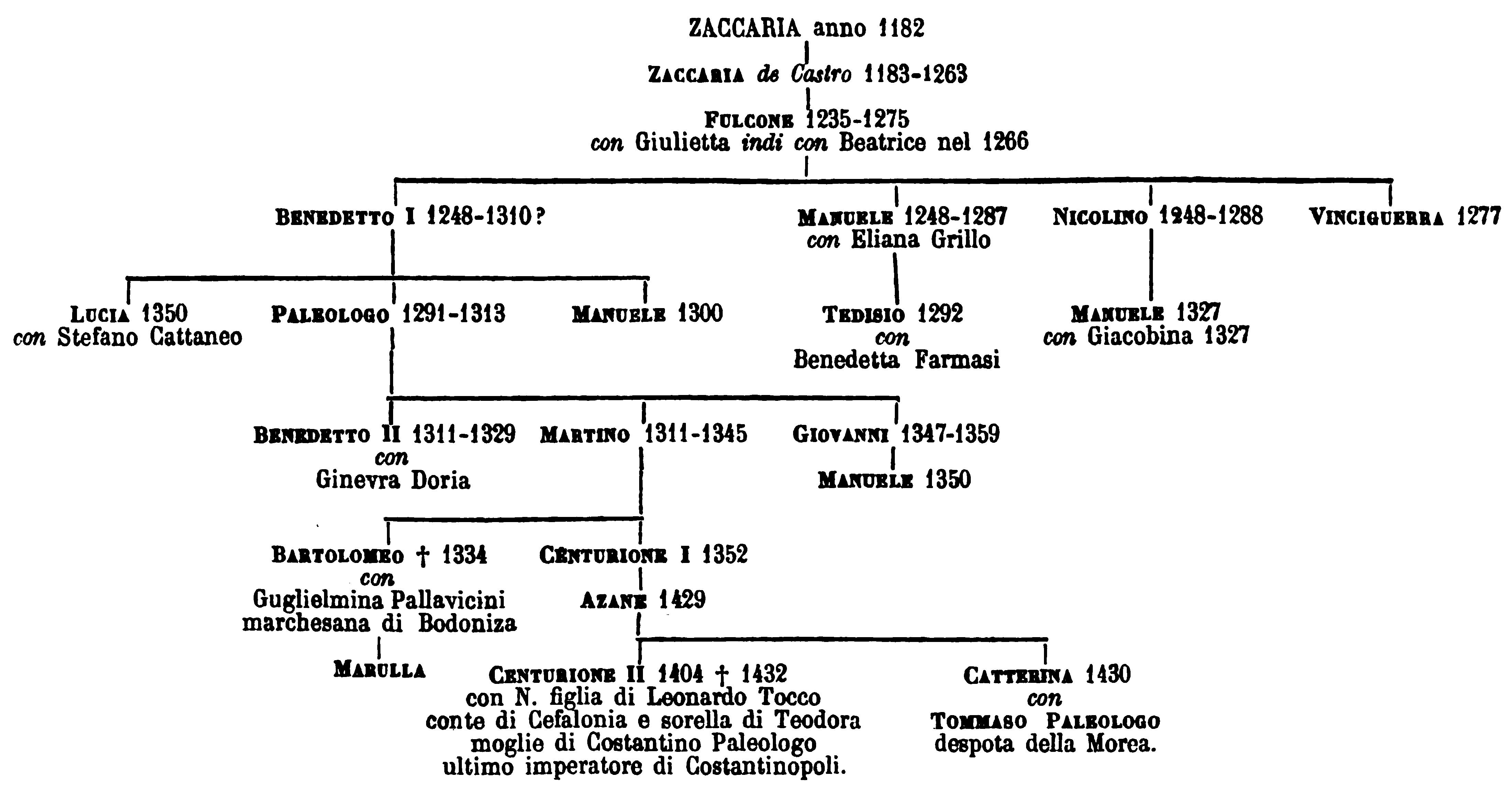
Árbol genealógico de la familia Zaccaria

Ante los turcos y los venecianos, el emperador bizantino Andrónico II Paleólogo apeló por su ayuda. En 1296, el almirante veneciano Ruggero Morosini saqueó Focea.
En 1302, Zaccaria fue nombrado almirante por Felipe de Francia, y en cuya capacidad conquistó la isla de Quíos (1304), que hasta entonces había estado en manos de los corsarios musulmanes. Al principio, dio el gobierno de la isla a su sobrino Tedisio. En 1304, también ocupó Samos y Cos, que estaban casi completamente despobladas, y el emperador le concedió la soberanía sobre esas islas y Quíos durante dos años, bajo la soberanía bizantina. Es a partir de esta fecha que Benedetto es registrado como Señor de Quíos y comienza su carrera como hombre de Estado y gobernante. En 1306, Tedisio ocupó Tasos, que era un refugio de piratas griegos.
Zaccaria murió en 1308 y su hermano Manuele en 1309. Su hijo Paleólogo le sucedió como señor de Quíos y en el resto de sus posesiones. 

## Descendencia
Según algunos autores casó con una hermana del emperador Miguel VIII Paleólogo, si bien no hay consenso sobre esta versión.
- Paleólogo Zaccaria (1235-1314), señor de Quíos y Focea, almirante de la República de Génova. Casó con Giacomina Spinola, hija de Giacomo Spinola.
- Manuele Zaccaria (¿? - 1300).
- Argentina Zaccaria. Casó con Paolino Doria, hijo de Simone Doria.
- Eliana Zaccaria. Casó con Andreolo Cattaneo della Volta.